# Glaphyropoma
Glaphyropoma is een geslacht van straalvinnige vissen uit de familie van de parasitaire meervallen (Trichomycteridae).

## Soorten
- Glaphyropoma rodriguesi de Pinna, 1992
- Glaphyropoma spinosum Bichuette, de Pinna & Trajano, 2008